# Аспарагинова киселина
Аспарагиновата киселина (съкратено Asp или D) е α-аминокиселина с химична формула HOOCCH(NH2)CH2COOH. Карбоксилният анион на дисоциираната киселина е известен като аспартат. L-изомерът на аспарагиновата киселина е една от двадесетте наконични аминокиселини, изграждащи белтъците. Нейните кодони са GAU и GAC.
Аспарагиновата киселина и глутаминовата киселина се определят като киселинни аминокиселини с pKa (константа на киселинна дисоциация) ≈ 4. При физиологично pH са заредени отрицателно и могат да взаимодействат с положителните заряди на аминокиселинните радикали на базичните аминокиселини.

## Роля в биосинтезата на аминокиселини
Аспарагиновата киселина е неесенциална за бозайниците, като се получава от оксалацетат (метаболит от Цикъла на Кребс) чрез трансаминиране. Получава се също и при орнитиновия цикъл от орнитин и цитрулин.
При растенията и микроорганизмите, аспартатът е прекурсор на няколко аминокиселини, в това число и четири незаменими за хората: метионин, треонин, изолевцин и лизин. Началния етап от трансформирането на аспартата до тези аминокиселини е редукцията му до неговата „семиалдехидна“, форма. Аспаргинът се получава от аспартат чрез трансаминиране.
И обратно – аспаргинът и аспартатът образуват оксалоацетат чрез реакции, катализирани от аспаргиназа (ЕС 3.5.1.1) и трансаминаза. Оксалоацетатът впоследствие се метаболизира от Цикъла на Кребс. Образува се β-аланин в резултат на декарбксилирането на аспартата, който участва в състава на КоА и фосфопантетеин.